# Drávakeresztúr
Drávakeresztúr (kroatisch Križevci) ist eine ungarische Gemeinde im Kreis Sellye im Komitat Baranya.